# Egiptozaur
Egiptozaur (Aegyptosaurus) – roślinożerny dinozaur żyjący w kredzie - około 95 milionów lat temu - na terenie dzisiejszego Egiptu. Jego nazwa oznacza "egipskiego jaszczura". Zauropod spokrewniony z saltazaurem
Czworonożny, wagi około 30 ton i osiągał około 15 - 16 metrów długości.
Egiptozaur został odkryty w 1932 roku przez Stomera. Znaleziono tylko kilka kręgów, część łopatki, i kończyny. Kości Egiptozaura zostały wysłane do Niemiec, by tam je zbadano. W 1944 roku podczas II wojny światowej uległy zniszczeniu.